# سامی محمود
سامی محمود پنجمین رئیس دانشگاه شارجه می باشد. ایشان پیشتر مسئول دانشگاه کارلتون در کانادا بودند

## بیوگرافی
سامی محمود پنجمین رئیس دانشگاه شارجه می باشد. محمود این مسئولیت را در اول آگوست ۲۰۰۸ قبول کرده است. پیشتر ایشان استاد مهندسی کامپیوتر و سیستم در دانشگاه کارلیتون بوده همچنین ریاست این دانشگاه را از نوامبر ۲۰۰۶ بعد از استعفای دیوید آکینسون بر عهده داشته است. دکتر محمود فارغ التحصیل دانشگاه کارلتون در سال ۱۹۷۵ با مدرک دکترای برق می باشد. ایشان مسئولیت های گوناگونی در دانشگاه کارلتون از جمله ریاست دانشگاه- ریاست دانشکده ی برق و ریاست دانشکده ی کامپیوتر و سیستم ها را بر عهده داشته اند.

## زندگی شخصی
دکتر محمود با ماها ازدواج کرده و از سال ۱۹۷۵ در اوتاوای کانادا ساکنند.